# Puškin. Poslednjaja duėl'
Puškin. Poslednjaja duėl' (Пушкин. Последняя дуэль) è un film del 2006 diretto da Natal'ja Bondarčuk.

## Trama
Ci fu un duello tra Puškin e Dantes, a seguito del quale Pushkin morì. Nell'alta società di San Pietroburgo cominciò ad apparire una serie di lettere anonime che diffamavano il nome di Natal'ja Puškina. Anche gli amici di Puškin furono coinvolti nella cospirazione. L'imperatore Nikolaj vede nelle lettere calunnia e calunnia contro la sua famiglia e decide di incaricare il capo del corpo di gendarme dell'ufficio segreto dell'indagine Dubelt di risolverlo.